# Álvaro de Rojas de Santa María
Álvaro de Rojas de Santa María (Tuña, Tinéu, Astúries, 1554 - Coria, 31 de gener de 1617) fou un religiós franciscà descalç i escriptor eclesiàstic. En alguns santorals apareix com a beat, tot i que no ha estat beatificat oficialment, sota el nom erroni d'Alfons de Rojas.

## Biografia
Asturià, estudià les arts liberals a Oviedo, d'on anà a la Universitat de Salamanca, on estudià i es llicencià destacadament. Quan la duquessa vídua d'Alba, Brianda de Beaumont, demanà al claustre de la universitat un preceptor per al seu fill Antonio Álvarez de Toledo y Beaumont, futur duc, els professors li recomanaren que prengués Álvaro de Rojas, que es convertí en preceptor del noi. Arran d'aquest fet, Rojas gaudí des de llavors del favor i protecció de la casa ducal.
Passat el temps, el duc recomanà a Rojas que fes carrera eclesiàstica; Rojas continuà estudiant dret canònic a Salamanca, i després teologia a Lerín (Navarra). Fou prevere a les parròquies de La Granja de San Ildefonso (Segòvia) i Alba (Terol) i guanyà una canongia amb dignitat de mestre d'escola a Coria (Càceres). El tracte continuat amb la comunitat de franciscans descalços de Coria li desvetllà la vocació religiosa, i amb 42 anys marxà a Badajoz, on prengué l'hàbit al convent de San Pedro de Alcántara; hi feu els vots el 7 de novembre de 1595.
Des de llavors visqué consagrat a l'estudi, la pregària i la pietat; fou frare guardià als convents de Sevilla, Cadis i Coria. Per una malaltia, van haver de tallar-li una cama. Visqué un any i mig retirat a una cova (coneguda com a Cueva de Fray Álvaro), temps en què escrigué In Apocalipsim Sancti Ioannis commentarium i Commentaria in caput VII Danielis et IV Zaccariae, obres inèdites fins al 1732. Morí a Coria el 31 de gener de 1617 en llaor de santedat.

## Veneració i confusió als santorals
Mort en llaor de santedat, rep el títol de venerable en algunes històries de l'orde franciscà, i apareix en santorals com el Compendio histórico de los santos y venerables de la descalzez seráfica (Sevilla, 1729) de F. de San Nicolás Serrate. No obstant això, no ha estat beatificat oficialment ni apareix als santorals moderns de l'Orde de Sant Francesc.
Alguns santorals actuals donen una menció errònia, situada el 21 de març (tampoc no se sap la raó, quan el més normal és que es donés al dia de la seva mort, el 31 de gener): "Beat Alfons de Rojas, que fou professor a Salamanca, preceptor d'un jove duc, prevere, canonge de Coria, i, finalment, franciscà. [Mort a] Coria, 1617". Sense cap mena de dubte, les dades biogràfiques corresponen a Àlvar de Rojas, llevat del nom de pila.